# ロリ・リーバーマン
ロリ・リーバーマン（Lori Lieberman, 1951年11月15日 - ）は、アメリカ合衆国カリフォルニア州出身の歌手。
「やさしく歌って」(Killing Me Softly With His Song)などのヒットで知られる。

## 略歴
ユダヤ系の出身である。リーバーマンは3人姉妹の真ん中で、幼少期と思春期をカリフォルニアとスイスを行き来しながら過ごした。十代後期はパイン・マナー・カレッジに通っていた。
彼女は国際的な環境で育ったことのポジティブな点を認めているが、その反面、疎外感や環境に馴染めないということは、その後の彼女のアルバムに繰り返し登場するモチーフとなっており、「House Full of Women」(『Becoming』より)や「Straw Colored Girl」(『Straw Colored Girl』より)、そして最近では11枚目のアルバム「Bend Like Steel」(『Bend Like Steel』より)などで明らかになっている。
リーバーマンは幼い頃から歌唱と作曲を始め、同時にフランスのシンガーやソングライター、アメリカのロックやポップスにも親しんだ。後者は、ジョニ・ミッチェル(Joni Mitchell)、ジュディ・コリンズ(Judy Collins)、レナード・コーエン(Leonard Cohen)、ジェファーソン・エアプレイン(Jefferson Airplane)のアルバムをアメリカ旅行から持ち帰ってくる姉の影響を受けていた。

## キャリア初期
10代後半でアメリカに修学するために帰国した直後、キャピトル・レコードとソングライターのチャールズ・フォックス(Charles Fox)とノーマン・ギンベル(Norman Gimbel)との間でプロダクション、レコーディング、出版の契約を結んだ。その間、特に彼女のファースト・アルバムである1972年の「Lori Lieberman」に収録された "My Lover Do You Know"は、ビルボード誌で賞賛された。
1枚目と2枚目のアルバムの間に、彼女のデビュー曲「Killing Me Softly With His Song」がロバータ・フラック(Roberta Flack)によってカバーされ、全米1位と国際的なヒット曲となり、それまでラジオで人気を博していた自身の控えめなオリジナル曲へ急速に影を落とした。
1973年、リーバーマンはビルボード・トップ200入りを果たした最初のアルバム『Becoming』で返り咲く。キャピトル・レコードからリリースされた「A Piece of Time」(1974年)と「Straw Colored Girl」(1975年)は、アメリカとヨーロッパの両方でファンを獲得。20年後の再登場時には驚くほどの持続性があることが証明された。
キャピトル・レコードからの脱退後、彼女の最初の4枚のアルバムは、ヨーロッパでリリースされた「The Best of Lori Lieberman」に収録された。沈黙の期間を経て、フォックスとギンベルのサポートを失ったため、プロデューサーのポール・レカとニューヨークで録音した『Letting Go』(Millennium Records, 1978, Casablanca Records/RCA Records配給)で復帰。このアルバムではリーバーマンが全曲作曲に関わっており、独特の叙情的な曲作りのスタイルが明らかになっている。予言的な1曲「ジングル」は、彼女が音楽業界への不満を募らせていることを暗示していた。
音楽出版社との出会いに落胆したリーバーマンは、「レッティング・ゴー」のリリース後すぐに、キャリアを放棄することを決意した。音楽業界から完全に離れる前に、彼女はABCのスクールハウス・ロック・シリーズで歌い、"The Great American Melting Pot"を演奏し、1980年代初頭にはMGM/NBCのシリーズ「Fame」のために曲を書き、録音した。

## 休止とセカンドキャリア
90年代初頭までに3児の母となっていたリーバーマンはカリフォルニアに定住し、スポットライトを浴びない生活を送っていた。隣人のジョセフ・カリに音楽への復帰を勧められた時、当初は消極的だったが、アルバム『A Thousand Dreams』のほとんどを作曲、録音し、独立系レーベルのポープ・レコードからリリース。このアルバムと、続く1996年の『Home of Whispers』はライヴ録音され、マニア向けに販売された。
3枚目のアルバム『Gone Is The Girl』は、ポープ・レーベルが解散する前の1998年にリリースされたオーバーダブ付きのスタジオ・アルバムである。このアルバムはリーバーマンの新曲と彼女の過去の曲を再訪したものを組み合わせたものである。2003年、リーバーマンは自身の会社、ドライブ・オン・レコーズからオリジナル・アルバム『Monterey』をリリースした。
2009年以降、リーバーマンの知名度は上昇。2009年にリリースされた『Gun Metal Sky』(Drive On Records)に続き、彼女は1970年代にV2 Recordsがリマスター、リパッケージ、アメリカ以外の地域での配信のオプションを引き受けて以来、初めてメジャーレーベルのレコーディング・アーティストとなった。ヨーロッパでは2010年に「Takes Courage」という新しいタイトルでリリースされた。
資金とプロモーションのサポートを得て、彼女はヨーロッパツアーを開始し、コンサートホールを埋め尽くすほどの観客を集めた。
2011年にリリースされた『Bend Like Steel (Drive On/V2)』では、彼女の新たな成功を確固たるものにし、プロモーションビデオへの初の進出を果たす
2012年には、世界的な経済危機と不公平な富の分配に対応するためのシングル「Rise」をビデオ付きで全世界にリリースした。"Rise」はリーバーマンの2013年のアルバム『Bricks Against The Glass (Drive On/Rough Trade Benelux)』に収録されている。

## "Killing Me Softly” 論争
近年、リーバーマンの知名度が高まるにつれ、ギンベルとフォックスは、リーバーマンのキャリアの初期に彼らがリーバーマンと築いたとされる当初の仕事の進め方、つまりリーバーマン自身が書いたものが彼らの曲の本質的な素材であるということを公に否定してきた。
この論争は特に「Killing Me Softly With His Song」に焦点を当てたもので、これまではリーバーマンがドン・マクリーンのコンサートに出席した後に書いた詩から生まれたと言われていたが、この詩はリーバーマンが作曲したものである。
ギンベルもフォックスも、リーバーマンはこの曲の制作には何の関与もしていないと紙面で主張している。
ドン・マクリーンは自身のウェブサイトでも、2010年にリーバーマンを招待したコンサートのステージでもリーバーマンを支持していた。
そして1970年代初頭の同時代の記事が発掘され、そのすべてがリーバーマンを正当化するものであったことから、この問題は明確な結論に達した。1973年4月5日、ノーマン・ギンベルはデイリーニュース紙に次のように伝えている。
「彼女(ロリ・リーバーマン)は、マクリーンの話を聞いたときの強烈な体験を語ってくれた (『私は熱で全身が熱くなったように感じた／群衆に恥ずかしい思いをした／彼が私の手紙を見たように感じた／彼が私の手紙を一通一通読み上げたように感じた／彼が最後まで読まないでくれるように祈った／でも彼はそのまま続けた』)。これはいい曲になりそうな予感がしたので、3人で話し合った。このアルバムのために書いた他のナンバーと同じように、何度か話し合って、可能性を感じたんだ」。

## ディスコグラフィー
- Lori Lieberman (Capitol Records, 1972)
- Becoming (Capitol Records, 1973) US No.192
- A Piece of Time (Capitol Records, 1974)
- Straw Colored Girl (Capitol Records, Bovema, EMI, 1975)
- The Best Of Lori Lieberman (Capitol Records, Bovema, EMI, 1976)
- Letting Go (Millennium Records, Casablanca Records RCA Records, 1978)
- A Thousand Dreams (Pope Music, 1995)
- Home of Whispers (Pope Music, 1996)
- Gone is the Girl (Pope Music, 1998)
- Monterey (Drive On Records, 2003)
- Gun Metal Sky (Drive On Records, 2009)
- Takes Courage (V2 Records, 2010)
- Bend Like Steel (Drive On Records/V2 Records, 2011)
- Bricks Against The Glass (Drive On Records/Rough Trade Benelux, 2013)
- Ready for The Storm (Butler Records, 2015)
- The Girl and The Cat (Butler Records, 2019)